# Bruce Hart
Bruce Hart (Alberta, 13 gennaio 1950) è un ex wrestler canadese.
Membro della Famiglia Hart, in quanto figlio di Stu Hart, Bruce è il fratello maggiore di Bret e Owen Hart, riuscì a conquistare fra i titoli maggiori lo Stampede Wrestling International Tag Team Championship insieme a Davey Boy Smith ed entrò nella hall of fame della federazione Stampede Wrestling.

## Titoli e riconoscimenti
- Canadian Wrestling Hall of Fame
  - Classe del 2001[1][2]
- Polynesian Pacific Wrestling
  - NWA Polynesian Pacific Tag Team Title (1)[3] – con Keith Hart
- Prairie Wrestling Alliance
  - Prairie Wrestling Alliance Hall of Fame (Classe del 2010)[4]
- Pro Wrestling Illustrated
  - 366º nella lista dei migliori 500 wrestler singoli nei PWI 500 del 1997[5][6][7]
  - 481º nella lista dei migliori 500 wrestler singoli nei "PWI Years" del 2003[8]
- Stampede Wrestling
  - NWA International Tag Team Championship (Calgary version) (2)[9] – con Davey Boy Smith
  - Stampede British Commonwealth Mid-Heavyweight Championship (8)[10]
  - Stampede International Tag Team Championship (2)[9] – con Brian Pillman (2) e Teddy Hart (1)
  - Stampede North American Heavyweight Championship (2)[11]
  - Stampede World Mid-Heavyweight Championship (2)[12]
  - Stampede Wrestling Hall of Fame (Classe del 1995)[13][14]